# Адсорбційний струм
Адсорбційний струм (рос. дсорбционный ток, англ. adsorption current) — Фарадеївський струм, величина якого залежить від прикладеного потенціалу й від швидкості адсорбції електроактивної речовини на поверхні електрода.
Обмежувальний адсорбційний струм (англ. limiting adsorption current) — незалежне від потенціалу значення, до якого наближається адсорбційний струм, коли швидкість відновлення або окислення електроактивної речовини збільшується за рахунок зміни прикладеного потенціалу. Терміни адсорбційний струм і обмежувальний струм адсорбції не слід застосовувати до фарадеївських струмів, які були збільшені або зменшені додаванням неелектроактивного ПАР до розчину, що містить електроактивну речовину, а також до видимих хвиль, що виникають внаслідок ефекту адсорбції або десорбції на подвійному струмі (англ. double-layer currents).
Граничний адсорбцiйний струм (англ. limiting adsorption current) Значення адсорбцiйного струму, що не залежить вiд потенцiалу й досягається внаслідок пришвидшення вiдновлення або окиснення електроактивної речовини зі змiною прикладеного потенцiалу.
Термiн, за правилами IUPAC, не слiд застосовувати до фарадеївських струмiв, величина яких змiнюється при додаваннi в електрохімiчно активний розчин електрохімiчно неактивних поверхневоактивних речовин, або до опису хвиль, викликаних впливом адсорбцiї чи десорбцiї на струми подвiйного електричного шару.